# Travessa del Montseny
La Travessa del Montseny és una marxa excursionista o caminada de resistència no competitiva, que es realitza al massís del Montseny, organitzada per Club Excursionista Caminaires de Vilamajor, i que forma part del Circuit Català de Caminades de Resistència (CCCR) del Federació d'Entitats Excursionistes de Catalunya (FEEC).
Organitzada des del 1972, i amb un recorregut de més de 45 quilòmetres de distància, que cal completar en un temps màxim de catorze hores, té lloc íntegrament pels paratges del Parc Natural del Montseny. Comença a la població d'Aiguafreda i arriba fins a Gualba. Tot el traçat està senyalitzat i l'organització incorpora temporalment aquelles indicacions addicionals en els punts que considera necessaris, i les retira en finalitzar la travessa, respectant les mesures mediambientals. L'itinerari passa per llocs emblemàtics del massís, com ara els cims del Turó de Tagamanent, del Matagalls, de les Agudes i del Turó de l'Home.